# Ијан Хама
Серетсе Хама Ијан Хама (енгл. Seretse Khama Ian Khama; Чертси) је генерал-пуковник, четврти председник Боцване и поглавица племена Бамангвато.

## Биографија
Рођен је 27. фебруара 1953. године у Чертсију, Уједињено Краљевство. Отац му је био Серетсе Хама, познати политичар, вођа покрета за независност Боцване, а мајка Рут Вилијамс Хама, бивша прва дама.
До 31. марта 1998. године био је војник, а образовање је стекао на војној академији Сендхурст у Великој Британији.
Након што је истекао мандат председнику Масири, а изабран председник Могај, Хама је постао потпредседник. Пошто није био члан Националне скупштине, није могао преузети функцију. Након одржаних избора на северу Серовеа, постао је потпредседник Боцване. Дана 1. априла 2008. године, напустио је функцију потпредседника и постао председник.
Такође је био неко време и министар за председничке послове и јавну управу, али је након одласка на једногодишњи допуст замењен. Постао је члан Главног одбора Демократске странке Боцване, а ускоро и председник странке на изборном конгресу 2003. године. У амбицијама за председнички положај подршку му је дао и председник Могај.
Квалификовани је пилот. Није ожењен.
У априлу 2022, Хама је оптужен, између осталог, за недозвољено поседовање ватреног оружја. Случај датира из 2016.